# Pilea anthotricha
Pilea anthotricha är en nässelväxtart som beskrevs av Ignatz Urban. Pilea anthotricha ingår i släktet pileor, och familjen nässelväxter. Inga underarter finns listade i Catalogue of Life.